# TheaterAffichePrijs
De Theaterafficheprijs is een prijs voor best vormgegeven theateraffiche.
Met de TheaterAffichePrijs die tussen 1992 en 2011 jaarlijks wordt toegekend, schenkt de initiatiefnemer Theater Instituut Nederland aandacht aan de grafische en kunstzinnige kwaliteit van de Nederlandse theateraffiches en aan de eigen collectie van meer dan 22.000 theateraffiches. Sinds 2009 tot de sluiting van het TIN is de TheaterAffichePrijs een van de TIN TheaterPrijzen. 
In 2012 wordt de prijs niet uitgereikt. Het TIN moet dat jaar haar activiteiten staken. Als gevolg van de bezuinigingen op cultuur wordt Theater Instituut Nederland in 2013 opgeheven. De collectie wordt ondergebracht bij de Universiteit van Amsterdam. 
De TheaterAffichePrijs wordt met ingang van 2013 voortgezet als Mart.Spruijt Theaterafficheprijs op initiatief van het Wim Crouwel Instituut en de Bijzondere Collecties van de Universiteit van Amsterdam. Vanaf 2013 wordt deze prijs tweejaarlijks uitgereikt aan de vormgever(s) van het beste theateraffiche van een professionele Nederlandse theatervoorstelling van de afgelopen twee theaterseizoenen.
Alle genomineerde affiches worden opgenomen in de verzameling van Bijzondere Collecties van de UvA.
In 2012 is de Theaterafficheprijs niet uitgereikt. Daarom werd op 21 november 2013 de Mart.Spruijt Theaterafficheprijs twee keer uitgereikt, voor seizoen 2011-2012 en 2012-2013. Vanaf 2015 is de naam van de prijs MullerVisual Theaterafficheprijs. 

## Winnaars Mart.Spruijt Theaterafficheprijs/MullerVisual Theaterafficheprijs
| Seizoen     | Affiche                                        | Ontwerp                                               |
| ----------- | ---------------------------------------------- | ----------------------------------------------------- |
| 2015 - 2016 | Poetry International Rotterdam                 | Floor Houben                                          |
| 2014 - 2015 | De Pijp in Oorlog van Ostade A’dam             | LopezLab (Mariola Lopez), fotografie Monica Ragazzini |
| 2013 - 2014 | Hideous (wo)men; van Toneelgroep Oostpool      | Esther Noyons, fotografie Sofie Knijff                |
| 2012 - 2013 | Corps - Het Nationale Ballet                   | Martin Pyper, fotografie Erwin Olaf                   |
| 2011 - 2012 | WijkSafari Slotermeer - Female Economy en Zina | Johanna Koelman, fotografie Bastiaan Heus             |

## Winnaars TheaterAffichePrijs
| Jaar | Affiche                                                                                | Ontwerp                                               |
| ---- | -------------------------------------------------------------------------------------- | ----------------------------------------------------- |
| 2011 | Hallo Aarde - Paulien Cornelisse                                                       | Paulien Cornelisse                                    |
| 2010 | Zonder Pardon - Theo Maassen                                                           | Scherpontwerp (ism Theo Maassen/De Ontwerpconcurrent) |
| 2009 | Julidans                                                                               | Sybren Kuiper (SYB)                                   |
| 2008 | 10 Jaar Nederlandse Dansdagen                                                          | Esther Noyons (ontwerp) en Annaleen Louwes (foto)     |
| 2007 | Holland Festival 2007 (Oppression & Compassion)                                        | Maureen Mooren                                        |
| 2006 | Holland Festival 2006 (Melancholia & Hysteria)                                         | Maureen Mooren en Daniël van der Velden               |
| 2005 | Mauerschau - ’t Barre Land                                                             | Herman van Bostelen                                   |
| 2004 | Woyzeck - ’t Barre land / Maatschappij Discordia                                       | Jorn Heijdenrijk                                      |
| 2003 | Proust 2: de kant van Albertine - het ro theater                                       | De Filmfabriek                                        |
| 2002 | De Vagina Monologen - ’t Bos Theaterprodukties                                         | Sander Plug / Marieke Schellart (FHV / BBDO)          |
| 2001 | Zonder Titel - Toneelgroep Amsterdam                                                   | Anthon Beeke                                          |
| 2000 | Een echte van Dongen - Lenette van Dongen                                              | ontwerpbureau VANDEJONG                               |
| 1999 | Holland Festival                                                                       | Laboratorivm                                          |
| 1998 | De waker, de slaper en de dromer - Youp van ’t Hek                                     | Meester / Paulussen grafisch ontwerpers               |
| 1997 | Truus Bronkhorst, Marien Jongewaard and friends - Nieuw-West/Stichting van de Toekomst | Maarten Evenhuis                                      |
| 1996 | [NES]theaters van de straat - Stichting [NES]theaters                                  | Ogilvy & Mather Amsterdam                             |
| 1995 | Zo eenvoudig is de liefde - Toneelgroep De Appel                                       | Jan Bons                                              |
| 1994 | Orfeo ed Euridice - De Nederlandse Opera                                               | Lex Reitsma                                           |
| 1993 | Count Your Blessings - Toneelgroep Amsterdam/Het concern                               | Anthon Beeke                                          |
| 1992 | Elektra - Toneelgroep Carrousel                                                        | Marten Jongema                                        |